# ناصر مزيد عبد الله القريشي
ناصر مزيد عبد الله القريشي الصوبي هو مواطن من المملكة العربية السعودية تم اعتقاله خارج نطاق القضاء في معتقلات خليج غوانتانامو الأمريكية، في كوبا. كان رقمه التسلسلي في معتقل جوانتانامو هو 497. يُقدّر محللو مكافحة الإرهاب الأمريكيون أنه ولد عام 1983، بالمملكة العربية السعودية.